# Vagabonds of the Western World
Vagabonds of the Western World är det tredje studioalbumet av det irländska rockbandet Thin Lizzy, utgivet i september 1973. Det var gitarristen Eric Bells sista album med gruppen.

## Låtlista
Samtliga låtar skrivna av Phil Lynott, om inte annat anges.
1. "Mama Nature Said" - 4:52
2. "The Hero and the Madman" - 6:08
3. "Slow Blues" - (Downey/Lynott) 5:14
4. "The Rocker" - (Bell/Downey/Lynott) 5:12
5. "Vagabond of the Western World" - 4:44
6. "Little Girl in Bloom" - 5:12
7. "Gonna Creep Up on You" - (Bell/Lynott) 3:27
8. "A Song for While I'm Away" - 5:10
9. "Whiskey in the Jar" - (trad.) 5:44
10. "Black Boys on the Corner" - 3:21
11. "Randolph's Tango" - 3:49
12. "Broken Dreams" - (Bell/Lynott) 4:26